# RISC PC

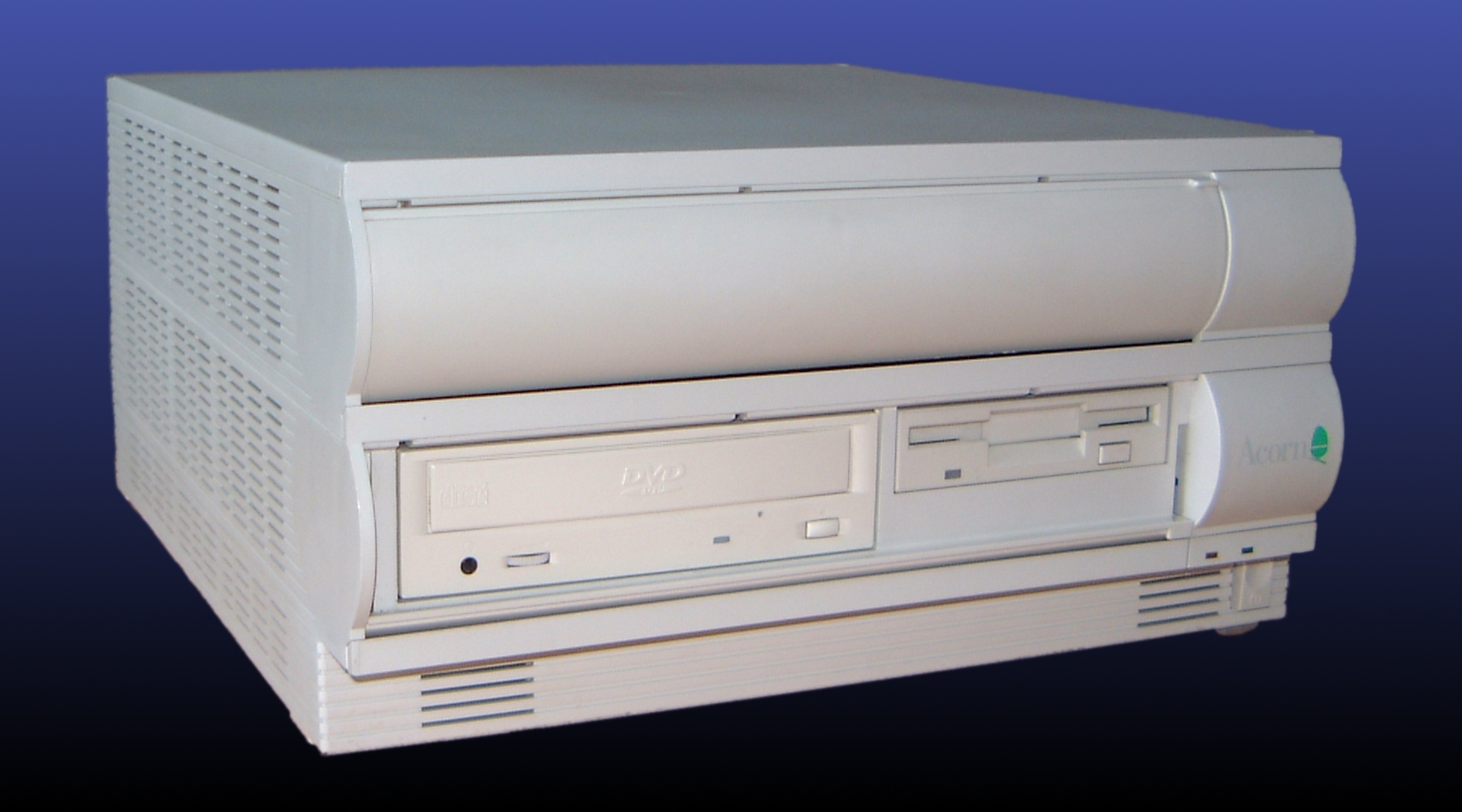
Un RISC PC 600

Le RISC PC (nom de code Medusa) est un ordinateur du fabricant Acorn qui fut lancé en 1994, pour remplacer l'Acorn Archimedes.
Continuant dans la philosophie de l'Archimedes, c'est un ordinateur avec un microprocesseur RISC de la famille ARM et un système d'exploitation RISC OS embarqué dans une mémoire de type ROM.

## Spécification et détail techniques
- Type de mémoire: 2 ports de mémoire SIMM supportant un maximum de 256 Mo.
- Système Vidéo: Un contrôleur VIDC20, avec double port et extension de mémoire jusqu'à 2 Mo.
- Extension: Support des cartes d'extension de type Eurocard comme les machines Archimedes. Le Risc PC offre aussi un support Accès direct à la mémoire dans les 2 premiers ports du bus.
- Système d'exploitation: RISC OS 3.5 (Risc PC 600), RISC OS 3.6 (Risc PC 700), RISC OS 3.7 (StrongARM Risc PC). RISC OS 4 est disponible comme une version de remplacement aux versions ACORN ce qui devint un standard.
- Boitier: Dessiné par le designer Allen Boothroyd du centre de design Cambridge (designer du boitier du BBC).
- Port: Port Série, Parallèle, Clavier PS/2, Souris Acorn, headphone audio out, DE15 VGA, Réseau (optionnel).
- Microprocesseur: 2 connecteurs pour les microprocesseurs, acceptant les microprocesseurs suivants: ARM610 à 30 MHz ou 33 MHz, ARM700 à 33 MHz (seulement comme prototype), ARM710 à 40 MHz, ARM810 à 55 MHz (seulement comme prototype), StrongARM à 203 MHz, 236 MHz ou 300 MHz. Un coprocesseur 486 et 586 à ou supérieur à 133 MHz, et un DSP est également disponible. Un développement de la société Simtec, une carte mère multiprocesseur nommée "Hydra" qui permet d'installer 4 cartes ARM6 ou ARM7.
- Dimensions: 117 × 355 × 384 mm (Hauteur x Largeur x Profondeur).

## Historique
- 1994 - Lancement du Risc PC 600, avec un microprocesseur ARM6 à 30 MHz.
- 1995 - Mise à jour du microprocesseur par le ARM7 et lancement du Risc PC 700.
- 1996 - Lancement de la mise à jour microprocesseur StrongARM, offrant une augmentation de cinq fois la puissance brute par rapport à l'ARM7 utilisé dans le précédent.
- 2000 - En mai, Castle Technologie a révélé la gamme Kinetic Risc PC qui comprend un processeur plus rapide avec carte de mémoire embarquée.
- 2001 - Module de port Viewfinder qui correspond à un adaptateur AGP pour utiliser des cartes graphiques du monde PC.
- 2003 - Arrêt de la fabrication des machines Risc PC dû à l'arrivée du Iyonix.

Des versions de Linux et de BSD sont également disponibles.
Lancé en 1994, le RISC PC était une tentative pour faire entrer les processeurs RISC dans les micro-ordinateurs, en créant une machine à la conception innovante :
- Son numérique sur 8 voies en stéréo ;
- Coprocesseur graphique rapide ;
- Boîtier modulaire ;
- Connectique évoluée et complète ;
- Système d’exploitation en ROM, pour un démarrage quasi instantané (ce qui réduit toutefois les possibilités d’évolution) ;
- Environnement multitâche et multi-fenêtre (WIMP).

La disparition d’Acorn en 1998 n’a pas marqué la fin du RiscPC, dont des clones continuent à être fabriqués.